# Староянтузовский сельсовет
Староянтузовский сельсовет — муниципальное образование в Дюртюлинском районе Башкортостана.

## История
Согласно «Закону о границах, статусе и административных центрах муниципальных образований в Республике Башкортостан» имеет статус сельского поселения.
В 2008 году объединён с Байгильдинским сельсоветом.
Закон Республики Башкортостан от 19.11.2008 г. № 49-З «Об изменениях в административно-территориальном устройстве Республики Башкортостан в связи с объединением отдельных сельсоветов и передачей населённых пунктов», ст.1 п. 20) г) гласит:

 "Внести следующие изменения в административно-территориальное устройство Республики Башкортостан:
 объединить Староянтузовский и Байгильдинский сельсоветы с сохранением наименования «Староянтузовский» с административным центром в селе Староянтузово.
Включить село Байгильды, деревни Ельдяк, Казы-Ельдяк Байгильдинского сельсовета в состав Староянтузовского сельсовета.

Утвердить границы Староянтузовского сельсовета согласно представленной схематической карте.

Исключить из учётных данных Байгильдинский сельсовет

## Население
| 2002  | 2009  | 2010  | 2012  | 2013  | 2014  | 2015  |
| ----- | ----- | ----- | ----- | ----- | ----- | ----- |
| 2216  | ↗2237 | ↘2199 | ↘2173 | ↘2141 | ↘2114 | ↘2053 |
| 2016  | 2017  |       |       |       |       |       |
| ↘2018 | ↘1982 |       |       |       |       |       |

## Состав сельского поселения
| №  | Населённый пункт | Тип населённого пункта       | Население |
| -- | ---------------- | ---------------------------- | --------- |
| 1  | Староянтузово    | село, административный центр | ↘586      |
| 2  | Байгильды        | село                         | ↘378      |
| 3  | Аканеево         | село                         | →283      |
| 4  | Казы-Ельдяк      | деревня                      | ↗273      |
| 5  | Каишево          | деревня                      | ↗197      |
| 6  | Турбек           | деревня                      | ↗187      |
| 7  | Сабанаево        | деревня                      | ↗155      |
| 8  | Новоишметово     | деревня                      | ↘79       |
| 9  | Ельдяк           | деревня                      | ↗46       |
| 10 | Бишнарат         | деревня                      | ↘15       |